# Berhautia senegalensis
Berhautia es un género de arbustos monotípico perteneciente a la familia Loranthaceae. Su única especie es: Berhautia senegalensis Balle. , es originaria de África en Gambia. 

## Taxonomía
Berhautia senegalensis fue descrita por Simone Balle y publicado en Bulletin de la Société Botanique de Belgique  88: 133 en el año 1956.

## Descripción
Son pequeños arbustos  con un solo tallo  muy ramificado, las ramillas colgantes de color gris y  tomentosas. Las hojas son alternas, subopuestas, la corola es pubescente de color rosa. El fruto tiene forma de pera .